# Farnham
För andra betydelser, se Farnham (olika betydelser).
Farnham (engelskt uttal: [ˈfɑːrnəm]) är en stad och civil parish i grevskapet Surrey i sydöstra England. Staden ligger i distriktet Waverley vid floden Wey, cirka 57 kilometer sydväst om centrala London. Tätorten (built-up area) hade 20 491 invånare vid folkräkningen år 2021.
Strax norr om staden ligger Farnham Castle.